# Кентин Мае
Кентин Мае (фр. Kentin Mahé; Париз, 22. мај 1991) француски је рукометаш и репрезентативац који тренутно игра за мађарског прволигаша Веспрем на позицији средњег бека.

## Клупски каријера
Кентин је син Паскала Мае, успешног бившег репрезентативца Француске, а своју каријеру започео је у њемачком Рајнленду за којег је играо у периоду од 2009. до 2011. када је прешао у Гумерсбах. За Гумерсбах је играо две сезоне до 2013. године када је прешао у Хамбург. У Хамбургу се задржао до 2015. када је прешао у љутог ривала Фленсбург са којим је 2018. године освојио Бундеслигу. На лето 2018. је постао нови играч мађарског великана Веспрема.

## Репрезентативна каријера
За Француску репрезентацију је дебитовао 2010. године са којом је освојио злато на Светском првенству 2015. у Катару и 2017. године у Француској, сребро на Олимпијским играма 2016. у Рио де Жанеиру и бронзу на Светском првенству 2019. у Данској и Њемачкој и Европском првенству 2018. у Хрватској.

## Клупски профеји

### Фленсбург
- Првенство Њемачке: 2018.